# Ramsey (Nova Jersey)
Ramsey és una població dels Estats Units a l'estat de Nova Jersey. Segons el cens del 2008 tenia 14.595 habitants.

## Demografia
Segons el cens del 2000, Ramsey tenia 14.351 habitants, 5.313 habitatges, i 3.947 famílies. La densitat de població era de 996,6 habitants/km².
Dels 5.313 habitatges en un 37,7% hi vivien nens de menys de 18 anys, en un 64,4% hi vivien parelles casades, en un 7,4% dones solteres, i en un 25,7% no eren unitats familiars. En el 22,6% dels habitatges hi vivien persones soles el 7,8% de les quals corresponia a persones de 65 anys o més que vivien soles. El nombre mitjà de persones vivint en cada habitatge era de 2,68 i el nombre mitjà de persones que vivien en cada família era de 3,18.
Per edats la població es repartia de la següent manera: un 27% tenia menys de 18 anys, un 4,9% entre 18 i 24, un 30,5% entre 25 i 44, un 26,3% de 45 a 60 i un 11,2% 65 anys o més.
L'edat mediana era de 39 anys. Per cada 100 dones de 18 o més anys hi havia 88,9 homes.
La renda mediana per habitatge era de 88.187 $ i la renda mediana per família de 104.036 $. Els homes tenien una renda mediana de 75.017 $ mentre que les dones 43.205 $. La renda per capita de la població era de 41.964 $. Aproximadament l'1,4% de les famílies i l'1,9% de la població estaven per davall del llindar de pobresa.

## Poblacions més properes
El següent diagrama mostra les poblacions més properes.